# Pantalon

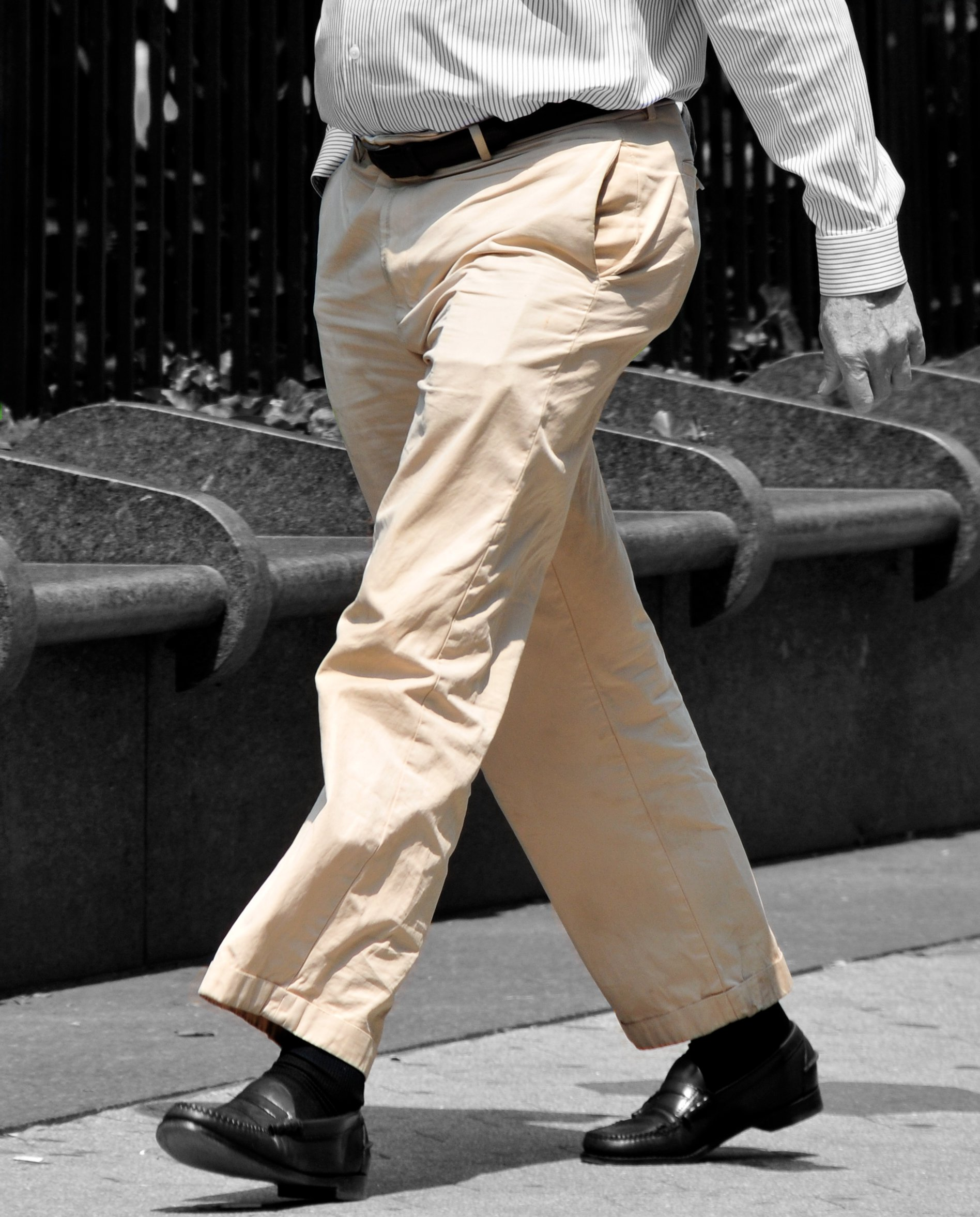
Bărbat purtând o pereche de pantaloni

Pantalonul este un articol de îmbrăcăminte foarte folosit care acoperă, de la mijloc în jos, corpul și fiecare picior în parte. Există pantaloni cu curea, buzunare, fermoar, nasturi etc.

## Istorie
Este logic să presupunem că pantalonii erau deja purtați de oamenii din latitudinile nordice.
Mai târziu, în Europa au fost purtați de popoarele nomade, ei fiind foarte utili în echitație. În special, printre primii nomazi au fost sciții, perșii și apoi hunii și germanii. Inițial, fiecare pantalon era separat, astfel în mai multe limbi numele acestui tip de îmbrăcăminte este un plural substantiv sau un număr dublu.
În Roma antică, pantalonii inițial erau considerați drept haine barbare, dar în timpul războaielor cu barbari, necesitatea de a se proteja împotriva iernilor reci, cu zăpadă, i-a nevoit pe legionari să-i împrumute, apoi și de către romanii obișnuiți. Popularitate au dobândit în special pantalonii scurți puțin vizibili sub haina tradițională romană. Cuvântul "pantaloni" (Brock) a existat la gali, aceștia i-au numit pantaloni. De aceea, romanii au numit o parte din Galia, Galia Brokata ("Galia în pantaloni").
În Extremul Orient, spre deosebire de Europa, în mod tradițional pantalonii erau purtați, nu numai de bărbați, ci și de femei, însă pantalonii pentru femei serveau drept lenjerie de corp (iar absența pantalonilor sub fusta era un lucru indecent).
În China antică, pantalonii inițial au fost considerați drept haine barbare, iar apoi, odată cu apariția de cavaleriei, au câștigat rapid popularitate. În contrast cu Orientul Mijlociu și Asia Centrală, pantalonii erau purtați de femei, nu numai ca lenjerie de corp, dar și în loc de fustă.
În Japonia medievală, pantalonii largi - hakama - de obicei, oamenilor obișnuiți le-a fost interzis să-i poarte, fiind permis numai la ocazii foarte solemne, cum ar fi la o nuntă. Deoarece pantalonii au fost de fapt un indicator al statutului social, erau purtați numai de samurai, curteni, de asemenea de aristocrația cea mai mare.

## Prezent

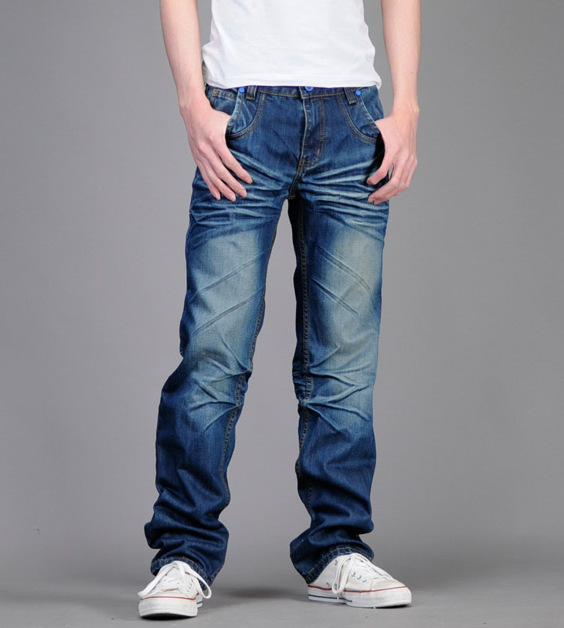
O pereche de pantaloni blugi

În societatea occidentală modernă, bărbații poartă pantaloni obișnuiți, și nu fuste sau rochii. Sînt și excepții, însă, cum ar fi kilt-ul scoțian și foustanella greacă, precum și haine cum ar fi sutane ale clerului și veșmintele academice, astăzi rar în utilizarea zi cu zi. 
Bazat pe Deuteronom 22:5 în Biblie ("Femeia să nu poarte ceea ce poartă un om"), unele grupuri, cum ar fi Menoniții, Amișii, Hutteriții, unii baptiști, câteva biserici a lui Hristos, și a altele cred că femeile nu ar trebui să poarte pantaloni, dar numai fuste și rochii. Aceste grupuri nu permit femeilor să poarte lenjerie, atâta timp cât acestea sunt ascunse.
Printre anumite grupe, pantalonii largi expunuși ca lenjerie de corp au devenit la modă, de exemplu, printre skateri și cântăreți de hip hop în anii 90. Această modă este numită sagging sau, alternativa "busting slack". 
Cut-off-uri sunt pantalonii scurți de casă făcuți prin tăierea picioarelor, de obicei, după ce găurile au fost purtate în jurul valorii de țesătura de la genunchi. Astfel se extinde durata de viață utilă a pantalonilor. Țesătura piciorului rămasă poate fi tivită pentru a nu se destrăma după ce a fost tăiată.
Ziua pantalonului este o sărbătoare pe internet, care prezintă rolul pantalonilor în formarea societății actuale, este propusă pentru ultima vineri din luna septembrie.